# Barna teknős

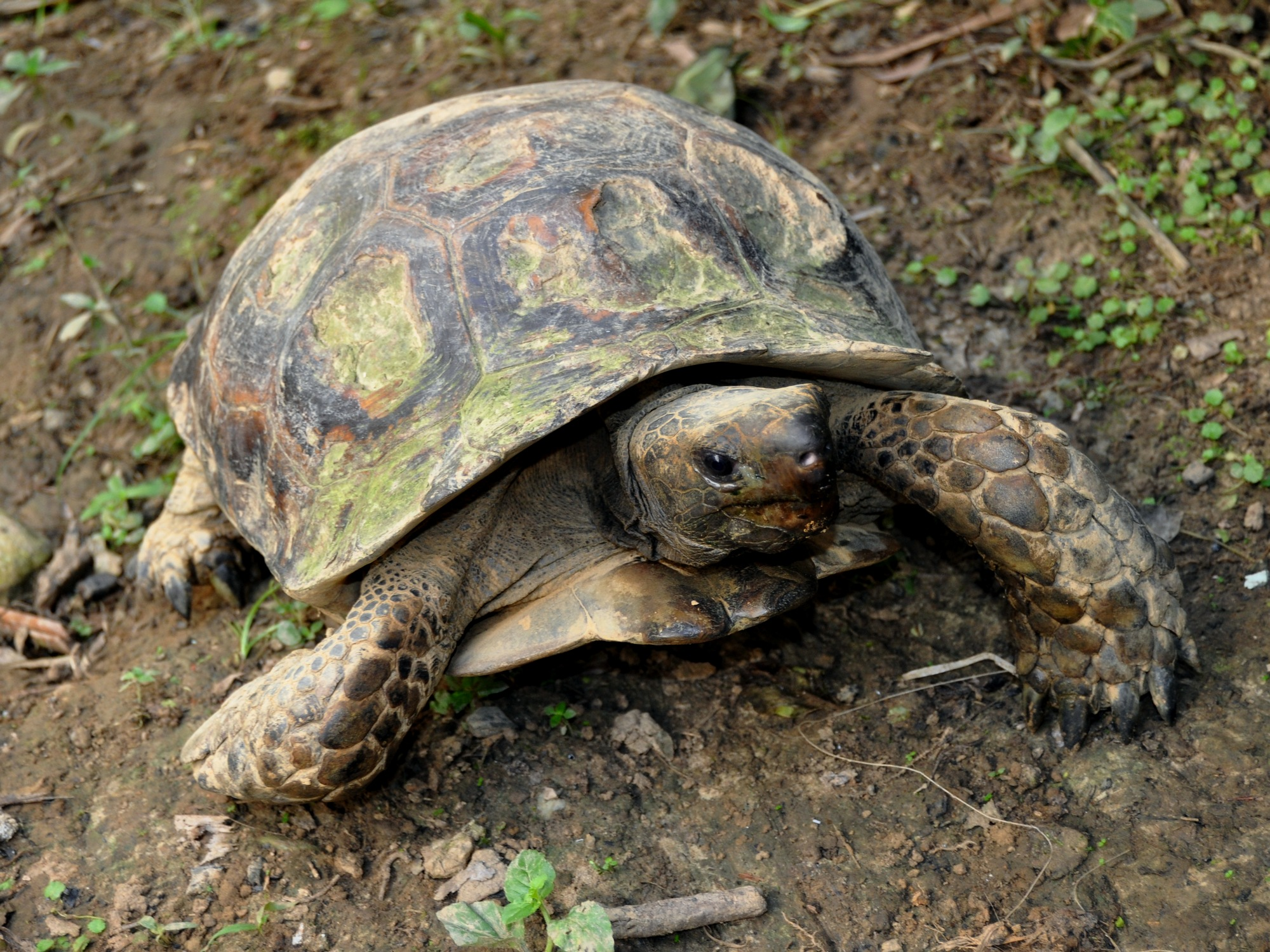
Barna teknős Borneó szigetén

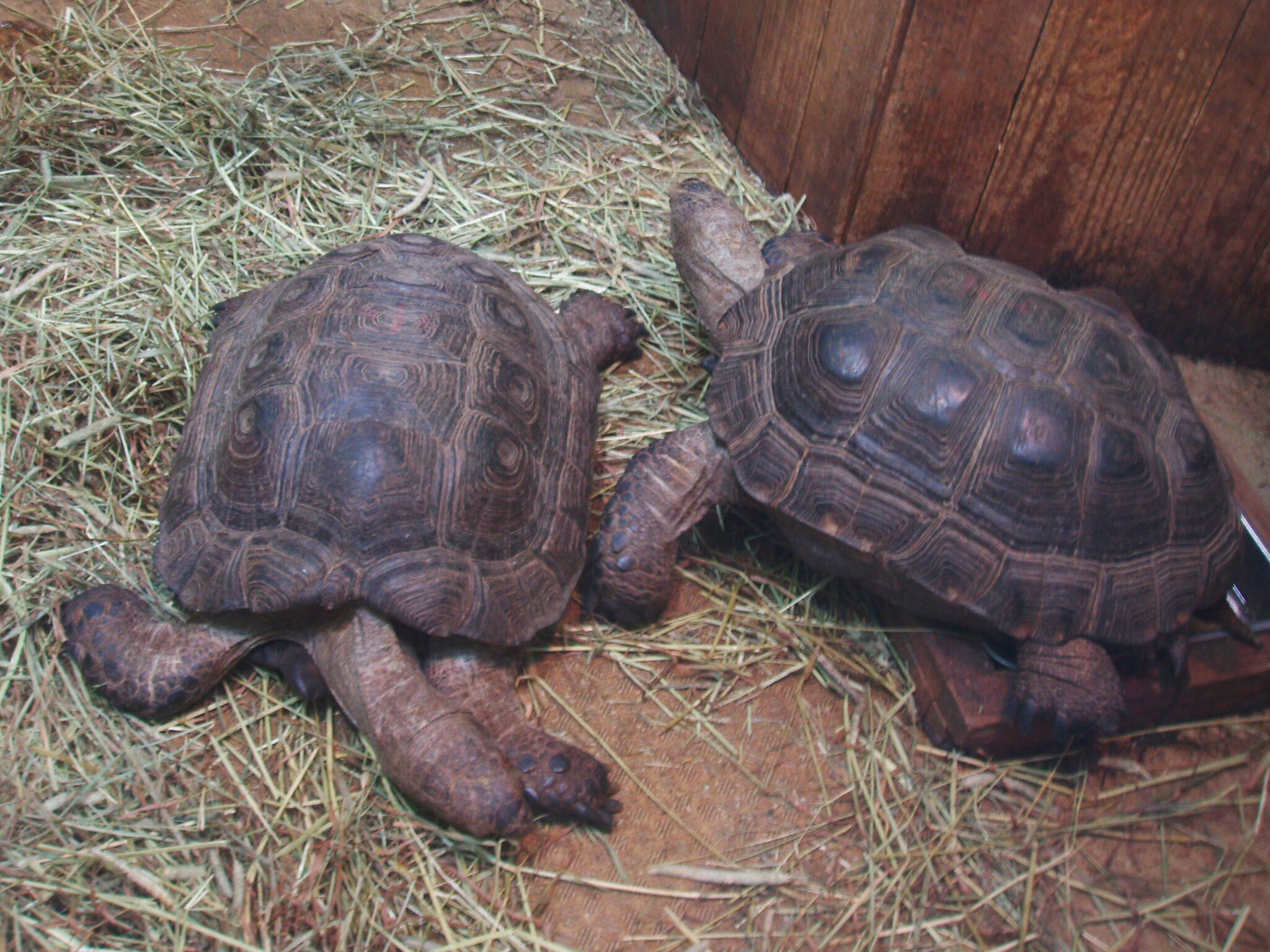
Két kifejlett barna teknős

A barna teknős (Manouria emys)  a hüllők (Reptilia) osztályába  és a teknősök (Testudines) rendjébe és a  szárazföldi teknősfélék (Testudinidae) családjába tartozó faj.
Morfológiai és molekuláris biológiai vizsgálatok alapján is a szárazföldi teknősfélék családjának legprimitívebb faja.

## Előfordulása
Délkelet-Ázsia endemikus faja, előfordul India, Banglades, Mianmar, Thaiföld, Vietnám (ide valószínűleg csak betelepítették), Malajzia és Indonézia területén.

## Alfajai
Két elismert alfaja van a Manouria emys emys Thaiföld déli részén, a Maláj-félszigeten, valamint Szumátra és Borneó szigetén él. A másik alfaj, a Manouria emys phayrei Thaiföld északnyugati részén, Mianmarban, Banglades keleti részén és India északkeleti államaiban él. Ez utóbbit Sir Arthur Purves Phayre (1812–1885) brit katonatiszt, Brit Burma kormányzójának tiszteletére nevezték el.

### Élőhelye
Trópusi esőerdőkben élő faj. Elsősorban hegyvidéki erdőkben fordul elő. Főleg ott fordul elő, ahol állandó vízforrásokat, kis tavakat talál, melyekben napi több órát is eltölt fürdőzéssel.

## Megjelenése
A barna teknős Ázsia legnagyobbra növő szárazföldi teknősfaja, az északabbi Manouria emys phayrei alfaj egyedei a szabad természetben akár 25 kilogramm tömegűre is megnőhetnek, fogságban tartva még ennél súlyosabb is lehet. Páncélhossza elérheti a 60 centimétert.
A szárazföldi teknősfélék családjában ez az ötödik legnagyobbra megnövő faj, a galápagosi óriásteknős (Chelonoidis nigra), az aldabrai óriásteknős (Aldabrachelys gigantea), a sarkantyús teknős (Centrochelys sulcata) és a leopárdteknős (Stigmochelys pardalis) után.

## Életmódja
Fő tápláléka a levelek, az aljnövényzeten megtalálható növények, esetleg rovarok. A hímek csak egy-egy párzás erejéig maradnak a nőstényekkel, aztán továbbállnak, és nagy területeket képesek bejárni, hogy új nőstényt találjanak maguknak.

## Szaporodása
A családból ez az egyetlen faj, mely nem egy egyszerűen földbe kapart lyukba tojja tojásait, hanem földből, földre hullott levelekből egy fészket épít, mely akár 2,5 méter átmérőjű és 20-50 centiméter magas is lehet. Ebbe a nőstény egy fészekkamrát ás ki, melybe elég sok 30, de nagyobb nőstények esetén akár 50 tojást is lerak.

## Veszélyeztetettsége
A barna teknősök populációja folyamatosan csökken. Fő veszélyeztető tényezőjük az élőhelyeik irtása, de ezt a fajt sok helyen erősen vadásszák is hús célból és a tradicionális ázsiai orvoslás céljából is. A Természetvédelmi Világszövetség vörös listáján "súlyosan veszélyeztetett"ként tartja nyilván.

## Belső hivatkozások
- Szárazföldi teknősfélék